# Benoît IX
Pour les articles homonymes, voir Benoît.
Benoît IX (Teofilatto dei conti di Tuscolo), né vers 1012 dans le Latium et mort entre le 18 septembre 1055 et le 9 janvier 1056 à Grottaferrata, est pape à trois reprises : du 21 octobre 1032 à septembre 1044 comme 151e pape de l'Église catholique, du 10 mars 1045 au 1er mai 1045 comme 147e pape puis du 8 novembre 1047 au 16 juillet 1048 en tant que 150e pape, pour une durée totale de douze ans.

## Premier pontificat
Issu de la puissante famille des Théophylactes, il est le fils d'Albéric III de Tusculum, l'influent comte de Tusculum, et le neveu des papes Benoît VIII et Jean XIX, lesquels étaient frères. À la mort de ce dernier, Albéric III fait élire son fils pape. Laïc, Théophylacte est également très jeune. Selon Raoul Glaber (Histoires, IV, 5), il aurait douze ans à sa montée sur le trône pontifical. L'affirmation est acceptée par Louis Duchesne (1843–1922) mais est mise en doute par la plupart des historiens contemporains : les mœurs dont l'accusent les chroniqueurs ultérieurs supposent qu'il a au moins atteint la puberté. Quoi qu'il en soit, Benoît IX est certainement l'un des plus jeunes papes de l'histoire avec son lointain parent Jean XII, devenu pape aux alentours de 18 ans. Il est couronné dès le lendemain de son élection.
Benoît continue la politique d'apaisement ébauchée par son prédécesseur vis-à-vis de la noblesse : son père se retire partiellement de la vie politique, peu à peu remplacé par son frère, Grégoire II, comte de Tusculum. Les contacts avec l'empereur du Saint-Empire ne commencent pas avant la décision de Conrad II le Salique, en 1037, de déposer Aribert d'Intimiano, archevêque de Milan. Contrairement aux espoirs impériaux, Benoît n'approuve pas immédiatement cette décision, mais attend l'année suivante pour excommunier Aribert, comme demandé. Il fait également preuve de son indépendance en cassant en 1044 la décision imposée par Conrad II à Jean XIX au sujet du patriarcat d'Aquilée.
En matière ecclésiastique, Benoît IX soutient les ordres monastiques contre les ordinaires. Sur l'initiative du cardinal Pierre Damien, il dépose deux évêques considérés comme simoniaques. Il canonise Siméon de Trèves, mort en ermite à Trèves en Allemagne.
En septembre 1044, une émeute contre les Théophylactes, menée par les Stephani — une branche des puissants Crescentii, rivaux des Théophylactes — le force à fuir Rome. Poussés par les Stephani, les Romains élisent Giovanni de Crescenzi Ottaviani, évêque de Sabine en janvier 1045 au terme d'une lutte féroce. Il est intronisé le 20 janvier 1045 sous le nom de Sylvestre III. Benoît IX réagit par une excommunication immédiate.

## Deuxième pontificat
Trois mois plus tard, Benoît IX parvient à prendre Rome et retrouve le trône pontifical le 10 mars 1045. Il devient alors un simple pion dans l'échiquier politique romain, où s'affrontent les grands clans familiaux. Le 1er mai 1045, il se démet en faveur de son oncle, Giovanni Graziano (Jean Gratien), qui est élu sous le nom de Grégoire VI. Les raisons de cette démission restent obscures : Benoît IX aurait été pris de remords après avoir été poussé à la papauté par sa famille, ou aurait voulu épouser l'une de ses cousines. De larges sommes sont également échangées à cette occasion pour dédommager le clan des Théophylactes. Benoît IX se retire sur ses terres familiales et ne paraît plus en public.

## Troisième pontificat
En 1046, l'empereur du Saint-Empire Henri III, appelé à mettre fin à l'anarchie, se rend en Italie. Grégoire VI convoque le synode de Sutri. Sylvestre III est condamné mais Grégoire VI ne peut pas nier qu'il a acquis sa tiare par simonie : il se voit contraint d'abdiquer le 20 décembre.
Sous la pression d'Henri III, le synode élit le pape, le 24 décembre 1046, Suidger von Morsleben und Hornbur, évêque de Bamberg, qui prend le nom de Clément II. Ce dernier meurt moins d'un an plus tard, le 9 octobre 1047. Les Théophylactes profitent de l'occasion pour réinstaurer Benoît IX sur le trône de Pierre.
Il accède ainsi une troisième fois au siège pontifical, du 8 novembre 1047 au 16 juillet 1048. Un parti romain proteste auprès de l'Empereur, qui se prononce contre Benoît IX et fait élire à la fin de 1047 le Bavarois Poppo von Brixen, qui prend le nom de Damase II. Ce dernier ne sera pape que 23 jours : il meurt à Palestrina de la malaria.
Cependant, Benoît IX a pris la fuite après qu'Henri III a envoyé à Rome le marquis Boniface de Canossa. Celui-ci fait alors élire le lorrain Bruno von Eguisheim-Dagsburg qui prend le nom de Léon IX. Avec l'aide de l'Empereur, le nouveau pape combat les Théophylactes et ravage leurs fiefs. Refusant de répondre aux accusations de simonie pesant contre lui, Benoît IX est excommunié, de même que ses proches.
À la mort de Léon IX, le 19 avril 1054, Benoît IX tente une nouvelle fois de monter sur le trône pontifical, en vain. Après cet ultime échec, il se retire dans l'abbaye territoriale Sainte-Marie de Grottaferrata, qui appartient à la sphère d'influence des Théophylactes. Il y meurt entre le 18 septembre 1055 et le 9 janvier 1056, et est inhumé dans l'église abbatiale.

## Jugements sur Benoît IX
La réputation de ce pontife est une des pires de celles que nous ont transmis les chroniqueurs contemporains. Saint Bonizóne, évêque de Sutri, dit qu'il avait l'habitude de commettre des « lâches adultères et des homicides ». Dans le troisième livre de ses dialogues, le pape Victor III (1086–1087) écrit que Benoît « … se consacrait au plaisir et était beaucoup plus enclin à vivre comme épicurien que comme un pontife », et il le peignait comme un des pires pontifes qui aient jamais existé. La critique moderne ne peut pas s'écarter beaucoup de cette image. La Catholic Encyclopedia le décrit par exemple comme « … un malheur pour la chaire de saint Pierre », et Ferdinand Gregorovius, protestant par ailleurs très critique de la papauté, écrit que c'est avec Benoît IX que la papauté toucha le fond de la décadence morale « … il menait tranquillement au Latran la vie d'un sultan oriental ».
En ce qui concerne son aspect physique, Raffaello Giovagnoli le déduit, dans son roman Benoît IX, de gravures dues à Bartolomeo Platina : « … le visage oblong, la peau de la plus grande blancheur, des pupilles turquoise, des cheveux blonds, bouclés et un peu dégarnis, souffrant d'un léger strabisme et avec un nez aquilin, bien rasé. Il revêt de préférence une tunique de soie blanche, toute travaillée avec des ornements d'or et serrée à la taille au moyen d'une large ceinture de cuir constellée de pierres précieuses […], un caleçon étroit de soie de Reims très fin et de couleur bleu clair […], un petit bonnet de soie fort gracieux, d'une couleur bleue rappelant celle de son caleçon et sur lequel s'agitait une plume blanche ».
Si des sources postérieures dépeignent Benoît IX comme un homme de mœurs dissolues, selon Luc, septième abbé de Grottaferrata, il aurait fait pénitence sur la fin de ses jours et se serait fait moine.